# Kontraszty László
Kontraszty László (Szeged, 1906. május 26. – Budapest, 1994. június 21.) magyar festőművész. A magyarországi absztrakt festészet képviselője. A Széchenyi Irodalmi és Művészeti Akadémia rendes tagja (1993).

## Életpályája
Kontraszty Ede (1860-1913) szegedi ékszerész és Aracs Erzsébet Ilona gyermekeként született.
Podolini Volkmann Artúr szabad iskolájában (1928–1933), majd Zebegényben, Szőnyi István magániskolájában tanult. Erdélyben, Olaszországban és Dániában járt tanulmányutakon. Tisztviselőként dolgozott. 1935 óta kiállító művész, 1935-ben a Szocialista Képzőművészek Csoportja rajzkiállításán szerepelt először munkáival. Stílusát a Weimarból hazatérő Kállai Ernő és Pap Gyula terelte az absztrakt festészet irányába.
Kompozíciói zártak, kiegyensúlyozottak, ezáltal harmóniát sugároznak. A természetről készített tanulmányai hozzásegítették a tiszta szín- és formaviszonyok absztrahálásához. Késői korszakában gesztusokkal festett és kalligrafikus motívumokat is alkalmazott. Absztrakt, nonfiguratív formái egyre plasztikusabbakká váltak. Könyvillusztrálással is foglalkozott, főleg ifjúsági könyveket illusztrált (Valentyin Katajev: Távolban egy fehér vitorla. Ford. Gyáros László, ill. Kontraszty László. Budapest : Szikra, 1946. 288 p.; Alekszandr Beljajev: A kétéltű ember : ifjúsági regény. Ford. Boros Tatjána, ill. Kontraszty László. 2. kiad. Budapest : Új M. Könyvkiadó, 1949. 167 p.) 1946-tól Békásmegyeren élt, haláláig. 1993-ban a Széchenyi Irodalmi és Művészeti Akadémia rendes tagjává választották.

## Kiállításai (válogatás)[5]

### Egyéni
- 1959 • Derkovits Terem, Budapest
- 1969 • Fényes Adolf Terem, Budapest
- 1970 • Móra Ferenc Múzeum, Szeged • Tornyai János Múzeum, Hódmezővásárhely • Műcsarnok, Győr
- 1973 • Frankel Leó Művelődési Ház, Budapest
- 1976 • Műcsarnok, Budapest
- 1979, 1983 • Óbuda Galéria, Budapest (katalógussal)
- 1983 • Kossuth mozi Galéria, Mohács • Hímesháza
- 1987 • Ernst Múzeum, Budapest (katalógussal)
- 1992 • Óbudai Társaskör Galéria, Budapest
- 1996 • Árkád Galéria, Budapest
- 1997 • Városi Könyvtár, Győr
- 1998 • Emlékkiállítás, Szinyei Szalon, Budapest
- 1999 • Déri Múzeum, Debrecen • Múzeum Galéria, Pécs (katalógussal)
- 2001 • Károlyi Palota, Budapest (katalógussal)
- 2006 • Budapest Galéria Lajos utcai kiállítóháza, Budapest
- 2007 ° Móra Ferenc Múzeum, Szeged (katalógussal)
- 2008 ° Evangélikus Gyülekezet, Budapest˙
- 2015 °˙Artezi Galéria, Budapest (katalógussal)

### Csoportos
- 1935 • A Szocialista Képzőművészek Csoportja rajzkiállítása, Magántisztviselők Országos Szervezete
- 1946 • A magyar művészetért, Ernst Múzeum, Budapest
- 1947 • Az elvont művészet II. csoportkiállítása, Képzőművészek Szabad Szervezete • Képzőművészetünk a felszabadulás óta, Fővárosi Képtár, Budapest
- 1948 • Kilencven művész kiállítása, Nemzeti Szalon, Budapest • A magyar grafika 100 éve, Fővárosi Képtár, Budapest • A művészet két arca, Alkotás Művészház • Magyar grafikai kiállítás, Nemzeti Múzeum, Stockholm • Magyar Képzőművészeti kiállítás, London
- 1950-től • Magyar Képzőművészeti kiállítás, Műcsarnok, Budapest
- 1952 • Arckép kiállítás, Ernst Múzeum, Budapest
- 1954 • Magyar kisplasztika és grafika 1800-1954, Ernst Múzeum, Budapest
- 1955 • Képzőművészetünk tíz éve, Műcsarnok, Budapest
- 1956 • I. Őszi Tárlat, Tornyai János Múzeum, Hódmezővásárhely
- 1960 • Képzőművészetünk a felszabadulás után, Magyar Nemzeti Galéria, Budapest
- 1962 • Óbudai képzőművészek kiállítása, Frankel Leó Művelődési Ház, Budapest
- 1964 • Szocialista Képzőművészek Csoportja 1934-1944, Magyar Nemzeti Galéria, Budapest
- 1969 • Szocialista Képzőművészek Csoportja 1934-1944 emlékkiállítása, Fővárosi Művelődési Ház, Budapest
- 1978 • Festészet '77, Műcsarnok, Budapest
- 1982 • Kállai Ernő emlékezete, Óbuda Galéria, Budapest
- 1984 • Országos Képzőművészeti kiállítás, Műcsarnok, Budapest
- 1985 • 40 alkotó év, Műcsarnok, Budapest
- 1988 • Tavaszi Tárlat, Magyar Képzőművészek és Iparművészek Szövetsége, Műcsarnok, Budapest
- 1989 • Téli Tárlat, Magyar Képzőművészek és Iparművészek Szövetsége, Műcsarnok, Budapest
- 1990 • Kép '90, Műcsarnok, Budapest
- 1993 • Az Ozirisz Alapítvány kiállítása, Árkád Galéria, Budapest
- 1999 • Pap Gyula és alföldi tanítványai, Petőfi Művelődési Központ, Orosháza • Pap Gyula Bauhaus-tanítvány, művész és pedagógus, Schloß Kromsdorf, Weimar

## Művei közgyűjteményekben (válogatás)
- Déri Múzeum, Debrecen
- Janus Pannonius Múzeum Modern Magyar Képtár, Pécs
- Magyar Nemzeti Galéria, Budapest
- Móra Ferenc Múzeum, Szeged
- Országos Műszaki Múzeum, Budapest

## Kapcsolódó információk
- Wehner T.: Mintha fátyol lengedezne. Kontraszty László emlékkiállítása. Új Művészet, 1996/8. sz.
- Kontraszty László, 1906-1994 / [életrajz, kiállítások, bibliogr. Kontraszty Anna]. Budapest : Ozirisz Alapítvány : Orpheusz , 1996. 32 p. : ill. (Ser. Az Ozirisz Alapitvány képzőművészeti kiskönyvtára).
- Kontraszty László : 1906-1994 (művészi album magyar és angol nyelven). Budapest : Krízis, 2002. ISBN 9632024753
- Andrási G. : Formai összhangzatok.  Ozirisz Alapítvány : Orpheusz , 1996. 32 p.
- Szűcs G. : Az életbenmaradás képei.  Ozirisz Alapítvány : Orpheusz , 1996. 32 p.
- Aknai K. : Kontraszty László (kiállítás megnyitó magyar és angol nyelven) Pécs, Janus Pannonius Múzeum Művészeti Kiadványai 88., 1999
- Andrási G.: KJontraszty László(kiállítás megnyitó) Budapest, Artezi Galéria 2014.